# Ophiotoma coriacea
Ophiotoma coriacea är en ormstjärneart som beskrevs av George Richard Lyman 1883. Ophiotoma coriacea ingår i släktet Ophiotoma och familjen knotterormstjärnor. Inga underarter finns listade i Catalogue of Life.